# Qui sont ces couples heureux ?
Surmonter les crises et les conflits du couple
Qui sont ces couples heureux ? (sous-titré Surmonter les crises et les conflits du couple) est un livre d'Yvon Dallaire, psychologue canadien (Québec), auteur, conférencier et éditeur, paru en 2006 et réédité plusieurs fois depuis cette date.
Le livre parait en version enregistrée audio en septembre 2016,.
L'édition du 17 novembre 2011 figure une collaboration de Catherine Solano et la préface est de Jacques Salomé.